# For Girls Who Grow Plump in the Night
For Girls Who Grow Plump in the Night je páté studiové album britské progresivní rockové skupiny Caravan, vydané v říjnu 1973 u vydavatelství Deram Records. Nahrávání probíhalo dříve v tomto roce ve studiích Tolling Park Studios, Chipping Norton Recording Studios a Decca Studios v Londýně a jeho producentem byl Dave Hitchcock. Spící těhotná dívka, jež je zobrazená na obalu alba, měla původně být nahá, ale vedení společnosti Decca Records to zakázalo.

## Seznam skladeb
| Pořadí | Název                                                                                                  | Autor                                  | Délka |
| ------ | --- | -------------------------------------- | ----- |
| 1.     | Memory Lain, Hugh / Headloss                                                                           | Pye Hastings                           | 9:19  |
| 2.     | Hoedown                                                                                                | Hastings                               | 3:20  |
| 3.     | Surprise, Surprise                                                                                     | Hastings                               | 4:07  |
| 4.     | C'thlu Thlu                                                                                            | Hastings                               | 6:15  |
| 5.     | The Dog, the Dog, He's at It Again                                                                     | Hastings                               | 5:58  |
| 6.     | Be All Right / Chance of a Lifetime                                                                    | Hastings                               | 6:37  |
| 7.     | L' Auberge du Sanglier / A Hunting We Shall Go / Pengola / Backwards / A Hunting We Shall Go (reprise) | Hastings, John G. Perry, Mike Ratledge | 10:07 |

## Obsazení
Caravan
- Pye Hastings – kytara, zpěv
- Geoff Richardson – viola
- Dave Sinclair – varhany, piano, elektrické piano, syntezátory
- John G. Perry – baskytara, zpěv, perkuse
- Richard Coughlan – bicí, perkuse, tympány

Ostatní hudebníci
- Rupert Hine – syntezátory
- Frank Ricotti – konga
- Jimmy Hastings – flétna
- Paul Buckmaster – violoncello
- Tony Coe – klarinet, tenorsaxofon
- Peter King – flétna, altsaxofon
- Harry Klein – klarinet, barytonsaxofon
- Henry Lowther – trubka
- Jill Pryor – zpěv
- Chris Pyne – pozoun
- Barry Robinson – pikola
- Tom Whittle – klarinet, tenorsaxofon